# رها (فیلم ۱۴۰۳)
رها فیلم درام ایرانی محصول ۱۴۰۳ به کارگردانی حسام فرهمند و تهیه‌کنندگی سعید خانی است. همچنین مرضیه برومند نیز به عنوان مشاور کارگردان در این فیلم حضور دارد. سیدشهاب حسینی، غزل شاکری، ضحا اسماعیلی، آرمان میرزایی، محمدرضا سامیان بازیگران فیلم هستند.

## خلاصه داستان
توحید ۵۵ ساله به همراه همسر و فرزندانش زندگی متوسطی دارند. تا اینکه یک اتفاق خیلی ساده، داستان زندگی آنها را بهم می‌ریزد.

## بازیگران
- سیدشهاب حسینی
- غزل شاکری
- ضحا اسماعیلی
- آرمان میرزایی
- محمدرضا سامیان

## جوایز و نامزدی‌ها
| جایزه                             | رده                           | نامزد                 | نتیجه    | منبع  |
| --------------------------------- | ----------------------------- | --------------------- | -------- | ----- |
| چهل و سومین دوره جشنواره فیلم فجر | بهترین بازیگر نقش اول مرد     | سیدشهاب حسینی         | نامزدشده | [ ۲ ] |
| چهل و سومین دوره جشنواره فیلم فجر | بهترین بازیگر نقش مکمل زن     | غزل شاکری             | نامزدشده | [ ۲ ] |
| چهل و سومین دوره جشنواره فیلم فجر | بهترین تدوین                  | مهدی سعدی لقمان خالدی | نامزدشده | [ ۲ ] |
| چهل و سومین دوره جشنواره فیلم فجر | بهترین طراحی صحنه             | رسول علیزاده          | نامزدشده | [ ۲ ] |
| چهل و سومین دوره جشنواره فیلم فجر | بهترین فیلم اول               | سعید خانی             | برنده    | [ ۲ ] |
| چهل و سومین دوره جشنواره فیلم فجر | بهترین کارگردان اول           | حسام فرهمند           | نامزدشده | [ ۲ ] |
| چهل و سومین دوره جشنواره فیلم فجر | بهترین فیلم از نگاه تماشاگران | سعید خانی             | نامزدشده | [ ۲ ] |

## نقد
- مسعود فراستی مترجم و منتقد سینما در بخش‌هایی از گفت‌وگوی خود با مهدی یزدانی‌خرم در برنامه اینترنتی «کات» گفت: «چیزی که ما با آن طرف هستیم، یک فیلم اولی نیست. یک مقدار پخته‌تر از یک فیلم اولی است. هم در میزانسن‌ها، هم در بازی‌گیری و هم دوربین بیش و کم دیسیپلینه».